# カタリナ・ロダース
カタリナ・ロダース（Catharina Johanna Lodders、1942年8月18日 - ）は、オランダのモデル。ミス・ワールド1962優勝（オランダ代表として二人目）。

## 経歴
1942年8月18日、北ホラント州ハールレムに生まれる。
1962年5月、Miss Hollandに選ばれ、国を代表してミス・インターナショナルに出場する権利を得る。1962年8月18日、ミス・インターナショナル1962で第4位入賞。
その年の後半、Miss Benelux 1962優勝。Miss Europe 1962第4位入賞。1962年11月8日、ミス・ワールド1962優勝。
優勝後、記者たちに
とコメントしたと伝えられる。
1963年12月12日、アメリカ合衆国の歌手・チャビー・チェッカー（出生名：Ernest Evans）のプロポーズを受け入れる。1964年4月12日、結婚、Catharina Evansとなる。
3人の子を儲け、現在米国在住。